# Desastre aéreo de Vanavara de 1994
El Desastre aéreo de Vanavara de 1994 tuvo lugar el 26 de septiembre de 1994 cuando un Yakovlev Yak-40, operado por la aerolínea regional rusa Cheremshanka Airlines, se estrelló en la orilla de un río próximo a Vanavara, Rusia. Los 24 pasajeros y cuatro tripulantes fallecieron.
El equipo de investigación ruso concluyó como causa del accidente un error del piloto. Las malas condiciones meteorológicas habían supuesto que el vuelo tuviese que abortar en varias ocasiones el aterrizaje y la tripulación fracasó al no controlar la cantidad de combustible. Esto provocó el accidente por agotamiento de combustible.
Posteriormente, el equipo de investigación acusó al aeropuerto de "no reportar las condiciones meteorológicas" en tiempo y forma a la tripulación.

## Aeronave
El avión implicado fue un Yakovlev Yak-40 que portaba el registro ruso RA-87468.  El avión fue fabricado en la Planta de Aviación de Saratov el 11 de noviembre de 1974 con el número de serie 9441337. Cambió su registro por el CCCP-87468 y fue entregado al ministerio de aviación civil de la URSS. El 16 de noviembre el avión fue enviado a la administración de aviación civil kazaja. Catorce años más tarde, el 16 de noviembre de 1988, el 87468 fue operado por la administración de aviación civil de Krasnoyarsk. Cheremshanka Airlines consiguió el Yak-40 en 1993.
El tiempo total de operaciones del avión fue de 22.203 horas y de 17.220 rotaciones.

## Vuelo
El vuelo fue operado por Cheremshanka Airlines, una aerolínea regional con base en el aeropuerto de Krasnoyark Cheremshanka. En el momento del accidente, el Yakovlev Yak-40 estaba transportando a veinticuatro pasajeros, incluyendo veintiún adultos y tres niños, así como cuatro miembros de la tripulación. El piloto del vuelo fue el capitán A. A. Danilov y el copiloto fue el primer oficial A. G. Shcherbakov. También había a bordo un mecánico aeronáutico y un tripulante de cabina de pasajeros.
Las condiciones meteorológicas habían comenzado a deteriorarse mientras el avión se encontraba en ruta al aeropuerto de Tura, pero el controlador en Tura no supo transmitir los cambios de meteorología a la tripulación. La tripulación se encontró sin previo aviso las malas condiciones meteorológicas cuando llegaron a Tura. Debido a las limitaciones de visibilidad, la tripulación sobrepasó el aeropuerto. Tras tres intentos fallidos de aterrizaje, la tripulación decidió desviarse al aeródromo de Vanavara, un pequeño aeropuerto a 453 kilómetros de distancia del aeropuerto de Tura.
A 41 kilómetros de Vanavara, a una altitud de 3.000 metros, los motores de la aeronave se apagaron al acabarse el suministro de combustible. La tripulación decidió entonces intentar un aterrizaje de emergencia en un pantano. Dos helicópteros y un avión An-24 que intentaban ayudar, sugirieron la dirección a seguir por el Yak-40 al pantano donde podrían realizar el aterrizaje de emergencia. La tripulación decidió posteriormente realizar el aterrizaje en la orilla del río Chamba.
El capitán Danilov ordenó al primer oficial Shcherbakov y al mecánico de vuelo mirar por la ventana y mirar si podían localizar el río Chamba. El tren de aterrizaje fue desplegado por la tripulación cuando iniciaron el descenso inicial. A una velocidad de 235 km/h, el avión alcanzó la copa de los árboles y el ala derecha se separó del fuselaje. El Yak-40 se giró fuertemente entonces a la derecha e impactó en la orilla del río Chamba invertido, con la parte frontal dentro del agua y la parte de cola sobre tierra. No se registró ninguna explosión o incendio al carecer el avión de combustible. Las 28 personas que viajaban a bordo fallecieron.
Las imágenes del lugar del accidente, tomadas desde un helicóptero, mostraba que la cabina del Yak-40 estaba completamente destruida. El fuselaje mostraba daños graves mientras que la cola se mostraba relativamente intacta. Las víctimas del accidente, junto con sus pertenencias, quedaron esparcidas en una amplia zona de hierba próxima a los restos.

## Investigación
La investigación se vio retrasada por el hecho de que la grabación de la conversación de la tripulación con el controlador del aeropuerto de Tura se perdió en algún momento antes de que se iniciase la investigación oficial.  A.M Chernov, el propietario de Cheremshanka Airlines, ordenó que antes de la entrega de las grabaciones al equipo de investigación, debía escucharlas él primero. Después de que las grabaciones fuesen entregadas al equipo de investigación ruso, no fue posible obtener ningún dato de su interior lo que induce a pensar en un sabotaje por parte de Chernov.
La investigación descubrió varios problemas graves en la organización del trabajo en vuelo de Cheremshanka Airlines, así como en la cultura de seguridad en vuelo en el control de tráfico aéreo del aeropuerto de Tura. Los empleados de la torre de Tura escribieron cartas y en las convenciones sindicales salieron a relucir los problemas de desorganización y la falta de conocimientos de seguridad como problema endémico del control de Tura. Sin embargo, la directiva de Tura Aviation Enterprise no había atajado estos problemas, y el departamento de transporte aéreo regional de Krasnoyarsk no inspeccionaron los procedimientos correctamente.

### Conclusiones del equipo investigador ruso
La comisión que investigaba el incidente concluyó que la catástrofe ocurrió debido a una serie de factores:
- La tripulación calculó erróneamente la cantidad de combustible requerida para el vuelo

- El coordinador de vuelo del aeropuerto de Cheremshanka, V.A. Tsurikov, no informó debidamente a la tripulación de vuelo

- El despachador no informó a la tripulación en tiempo y forma sobre el fuerte deterioro de la meteorología en el aeropuerto de Tura

- Con una escasez de combustible a bordo, la tripulación decidió desviarse a Vanavara, que estaba a más de cuatrocientos kilómetros de distancia, cuando el aeródromo de Baykit estaba a unos cien kilómetros menos (354 kilómetros)

- Cuando se aproximaba a Vanavara, la tripulación eligió un nivel de vuelo incorrecto, así como el punto de comienzo del descenso